# Maria Felicia Orsini

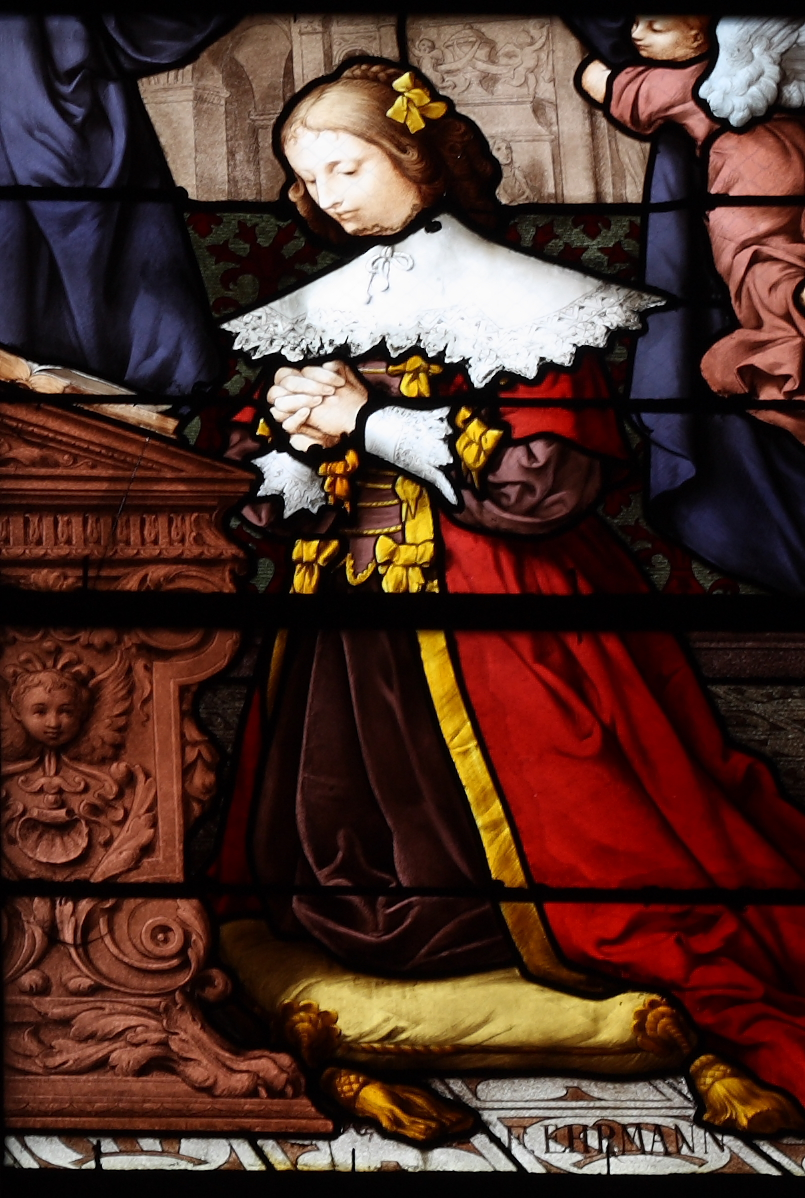
Maria Felicia Orsini auf einem Bleiglasfenster in der Kirche Saint-Martin in Montmorency

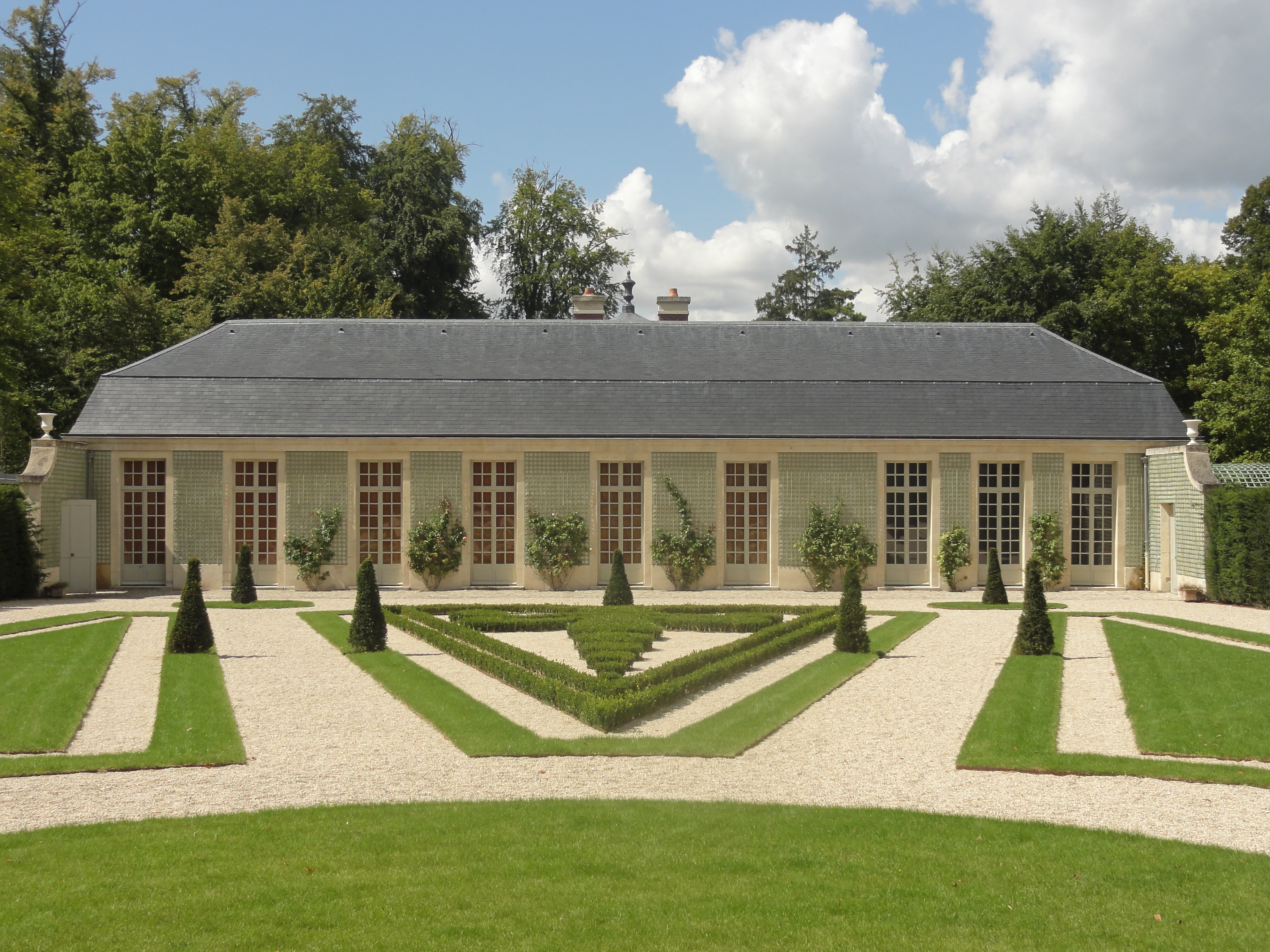
Maison de Sylvie im Schlosspark von Chantilly

Maria Felicia Orsini (* 11. November 1600 in Rom oder Florenz; † 5. Juni 1666 in Moulins) entstammte der römischen Adelsfamilie Orsini. Sie war die zweite Gemahlin des Herzogs Heinrich II. von Montmorency (1595–1632).

## Abstammung und Nachkommen
Maria Felicia Orsini war die Tochter von Virginio Orsini (1572–1615), des zweiten Herzogs von Bracciano, und seiner Frau Flavia Damasceni-Peretti. Durch ihre Großmutter Isabella de’ Medici war sie die Urenkelin von Cosimo I. de’ Medici. Ihre Großtante war Maria von Medici, die Gemahlin des französischen Königs Heinrich IV. Ihre Ehe mit Heinrich II. von Montmorency war kinderlos.

## Leben

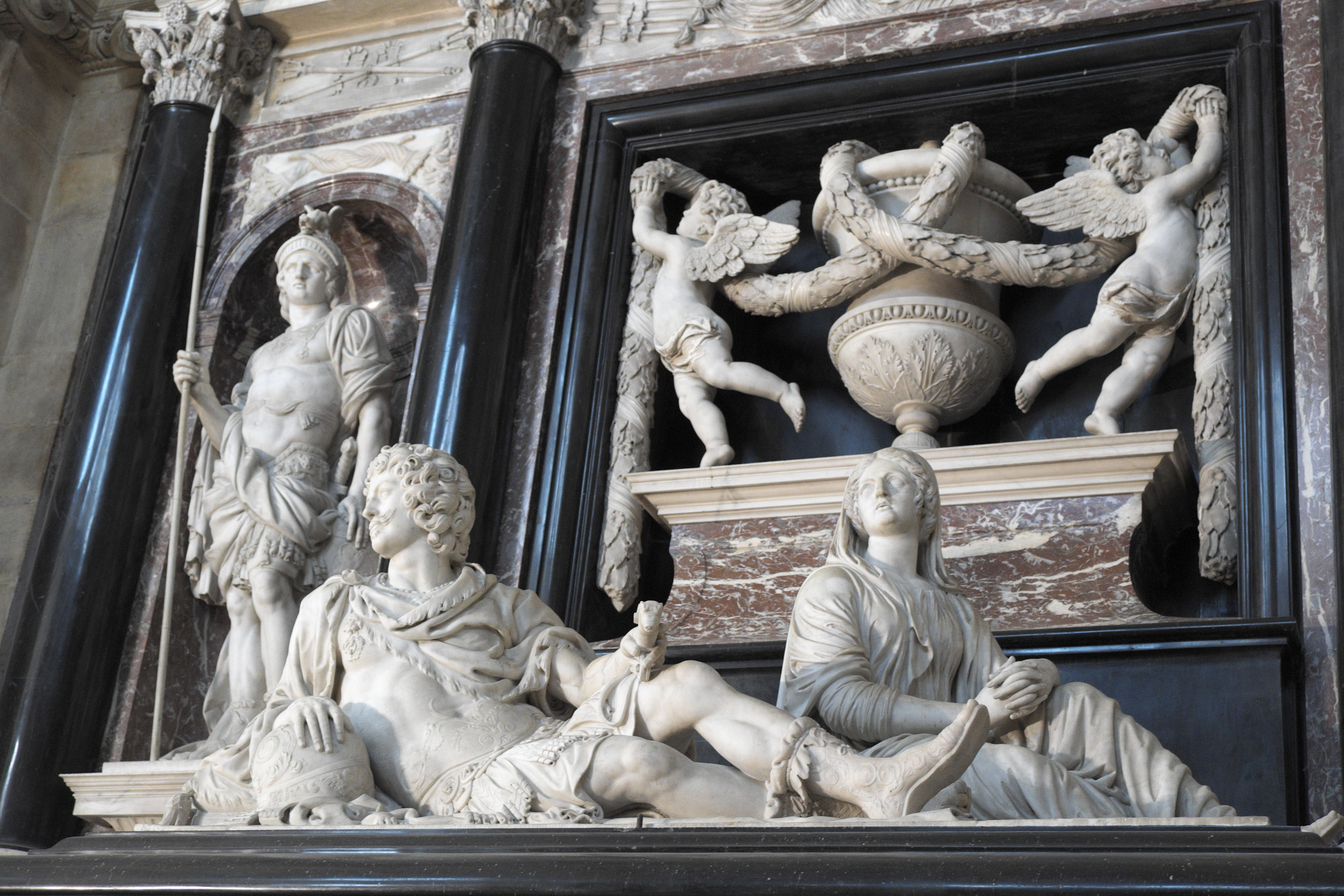
Grabmal des Herzogs Henrichs II. von Montmorency und Maria Felicia Orsini

Maria Felicia Orsini wuchs in Florenz auf. Im Jahr 1612 wurde sie im Alter von zwölf Jahren mit Heinrich II. von Montmorency verheiratet, dem vierten und letzten Herzog aus dem Haus Montmorency und einer der bedeutendsten Persönlichkeiten des französischen Königreiches. Er war Pair, Marschall und Admiral von Frankreich sowie Gouverneur des Languedoc. Im Schloss Chantilly, einem der Familiensitze der Montmorency im heutigen Département Oise in der französischen Region Hauts-de-France, umgab sie sich mit Literaten und Kunstsinnigen. Im Schlosspark erinnert ein Pavillon, das sogenannte Maison de Sylvie, an die Herzogin. Hier fand der Dichter und Dramatiker Théophile de Viau Zuflucht, der wegen seines Lebenswandels und angeblich anzüglicher Gedichte aus Paris verbannt worden war. Sein Werk, La Maison de Sylvie, eine Folge von zehn Oden, ist eine Dankeshymne an seine Gastgeberin, der er den Namen Sylvie gab. Auch der Theaterautor Jean Mairet, dessen Tragikomödie La Sylvanire ou la Morte-vive der Herzogin von Montmorency gewidmet ist, war einer ihrer Schützlinge.
Wegen seiner Teilnahme an einem Aufstand des Languedoc unter der Anführung von Gaston, dem Bruder des Königs Ludwig XIII., gegen Kardinal Richelieu wurde der Herzog von Montmorency in Toulouse im Jahr 1632 zum Tode verurteilt und auf dem Schafott hingerichtet. Seine Witwe wurde in der Burg der Herzöge von Bourbon in Moulins unter Hausarrest gestellt. Im Jahr 1636 erhielt sie von Ludwig XIII. die Erlaubnis, sich ins dortige Kloster des Ordens von der Heimsuchung Mariens zurückziehen zu dürfen. 1641 trat sie als Novizin in den Orden ein, 1657 wurde sie Ordensschwester und 1665 deren Oberin.
Aus Dankbarkeit über ihre Aufnahme in den Orden unterstützte sie die Heimsuchungsschwestern beim Bau neuer Klostergebäude und der Kapelle (Chapelle de la Visitation). 1648 gab Maria Felicia Orsini zum Gedenken an ihren Gemahl bei den Bildhauern Michel und François Anguier in Paris ein prächtiges Grabmal in Auftrag, das sie 1653 in der neu errichteten Kapelle der Visitantinnen einbauen und in das sie die sterblichen Überreste ihres Gemahls überführen ließ. In lebensgroßen Figuren aus Carrara-Marmor sind mit aufrechtem Oberkörper auf einem Sarkophag liegend Heinrich II. von Montmorency und seine Gemahlin dargestellt. 1651 gab sie bei dem Maler Rémy Vuibert Deckenbilder für den Schwesternchor der Visitantinnen mit dem Thema der Verherrlichung Mariens in Auftrag.